# Eilhardia schulzei
Eilhardia schulzei és una espècie d'esponja calcària, marina i amb espícules formades per carbonat de calci. L'esponja és l'única espècie del gènere Eilhardia de la família Baeriidae. El nom científic de l'espècie va ser publicat per primera vegada el 1883 per Nikolai Polejàiev.